# Pesem Evrovizije 2005
Izbor Pesem Evrovizije 2005 je bil petdeseti izbor zapovrstjo in je potekal v Kijevu v Ukrajini. Zmagala je grška pevka Helena Paparizou s pesmijo My Number One. Polfinale je potekal 19. maja, finale pa 21. maja. Organizatorji so se nadejali, da bo prireditev prinesla Ukrajini večjo prepoznavnost v tujini in povečanje turizma, nova ukrajinska vlada pa je upala tudi na nekoliko lažjo izpolnitev daljnosežnega cilja - članstvo Ukrajine v Evropski uniji.
Logotip se od leta 2004 ni bistveno spremenil; to je zastava države gostiteljice v obliki srca. Uradni slogan je bil Prebujanje - organizatorji so s tem geslom želeli prikazati prebujajočo Ukrajino, ki se predstavlja Evropi. Razglednice so na sodoben način prikazovale ukrajinsko kulturo in dediščino.
Voditelja polfinalne in finalne prireditve sta bila televizijska voditeljica Maria "Masha" Efrosinina in DJ Pavlo "Pasha" Shylko. Ruslana, ki je leto poprej zmagala in prinesla prireditev v Ukrajino, je med prireditvijo zapela ter med glasovanjem intervjuvala izvajalce v zeleni sobi. Telefonsko glasovanje sta otvorila znana ukrajinska boksarja, brata Vitalij Kličko in Vladimir Kličko, zmagovalni kipec pa je zmagovalki izročil ukrajinski predsednik Viktor Juščenko.
Na Evrosongu 2005 sta prvič nastopili Bolgarija in Moldavija, Madžarska pa se je vrnila po premoru od leta 1998. Pričakovan je bil tudi prvi nastop Libanona, vendar je bil prisiljen odstopiti, ker so med nastopom izraelskega udeleženca nameravali na libanonski televiziji predvajati oglase. Islandija, Belorusija in Nizozemska so veljale za favoritke, vendar se niso uvrstile v finale, kar je bilo največje presenečenje tega izbora. Tudi Irska, ki je doslej s sedmimi zmagami najuspešnejša država na Evrosongu, ni uspela z uvrstitvijo v finalni izbor.

## Finalni izbor
Mastno zapisane države so se uvrstile v finale izbora 2006
| Zaporedna št. nastopa | Država               | Jezik                    | Izvajalec                         | Skladba              | Uvrstitev | Število točk |
| --------------------- | -------------------- | ------------------------ | --------------------------------- | -------------------- | --------- | ------------ |
| 1                     | Madžarska            | Madžarščina              | NOX                               | Forogj Világ         | 12        | 97           |
| 2                     | Združeno kraljestvo  | Angleščina               | Javine                            | Touch My Fire        | 22        | 18           |
| 3                     | Malta                | Angleščina               | Chiara                            | Angel                | 2         | 192          |
| 4                     | Romunija             | Angleščina               | Luminiţa Anghel & Sistem          | Let Me Try           | 3         | 158          |
| 5                     | Norveška             | Angleščina               | Wig Wam                           | In My Dreams         | 9         | 125          |
| 6                     | Turčija              | Turščina                 | Gülseren                          | Rimi Rimi Ley        | 13        | 92           |
| 7                     | Moldavija            | Angleščina, romunščina   | Zdob şi Zdub                      | Bunica Bate Doba     | 6         | 148          |
| 8                     | Albanija             | Angleščina               | Ledina Çelo                       | Tomorrow I Go        | 16        | 53           |
| 9                     | Ciper                | Angleščina               | Constantinos Christoforou         | Ela, Ela (Come Baby) | 18        | 46           |
| 10                    | Španija              | Španščina                | Son de Sol                        | Brujería             | 21        | 28           |
| 11                    | Izrael               | Angleščina, hebrejščina  | Shiri Maimon                      | Hasheket Shenish'ar  | 4         | 154          |
| 12                    | Srbija in Črna gora  | Srbščina                 | No Name                           | Zauvijek Moja        | 7         | 137          |
| 13                    | Danska               | Angleščina               | Jakob Sveistrup                   | Talking To You       | 10        | 125          |
| 14                    | Švedska              | Angleščina               | Martin Stenmarck                  | Las Vegas            | 19        | 30           |
| 15                    | Makedonija           | Angleščina               | Martin Vučić                      | Make My Day          | 17        | 52           |
| 16                    | Ukrajina             | Angleščina, ukrajinščina | GreenJolly                        | Razom Nas Bahato     | 20        | 30           |
| 17                    | Nemčija              | Angleščina               | Gracia                            | Run and Hide         | 24        | 4            |
| 18                    | Hrvaška              | Hrvaščina                | Boris Novković feat. Lado Members | Vukovi Umiru Sami    | 11        | 115          |
| 19                    | Grčija               | Angleščina               | Helena Paparizou                  | My Number One        | 1         | 230          |
| 20                    | Rusija               | Angleščina               | Natalia Podolskaya                | Nobody Hurt No One   | 15        | 57           |
| 21                    | Bosna in Hercegovina | Angleščina               | Feminnem                          | Call Me              | 14        | 79           |
| 22                    | Švica                | Angleščina               | Vanilla Ninja                     | Cool Vibes           | 8         | 128          |
| 23                    | Latvija              | Angleščina               | Valters & Kaža                    | The War Is Not Over  | 5         | 153          |
| 24                    | Francija             | Francoščina              | Ortal                             | Chacun Pense à Soi   | 23        | 11           |

## Polfinalni izbor
Mastno zapisane države so se uvrstile v finalni izbor
| Zaporedna št. nastopa | Država      | Jezik                     | Izvajalec                         | Skladba             | Uvrstitev | Št. točk |
| --------------------- | ----------- | ------------------------- | --------------------------------- | ------------------- | --------- | -------- |
| 1                     | Avstrija    | Angleščina, španščina     | Global.Kryner                     | Y Así               | 21        | 30       |
| 2                     | Litva       | Angleščina                | Laura and The Lovers              | Little By Little    | 25        | 17       |
| 3                     | Portugalska | Angleščina, portugalščina | 2B                                | Amar                | 17        | 51       |
| 4                     | Moldavija   | Angleščina, romunščina    | Zdob şi Zdub                      | Bunica Bate Doba    | 2         | 207      |
| 5                     | Latvija     | Angleščina                | Valters & Kaža                    | The War Is Not Over | 10        | 85       |
| 6                     | Monako      | Francoščina               | Lise Darly                        | Tout De Moi         | 24        | 22       |
| 7                     | Izrael      | Angleščina, hebrejščina   | Shiri Maimon                      | Hasheket Shenish'ar | 7         | 158      |
| 8                     | Belorusija  | Angleščina                | Angelica Agurbash                 | Love Me Tonight     | 13        | 67       |
| 9                     | Nizozemska  | Angleščina                | Glennis Grace                     | My Impossible Dream | 15        | 53       |
| 10                    | Islandija   | Angleščina                | Selma                             | If I Had Your Love  | 16        | 52       |
| 11                    | Belgija     | Francoščina               | Nuno Resende                      | Le Grand Soir       | 17        | 51       |
| 12                    | Estonija    | Angleščina                | Suntribe                          | Let's Get Loud      | 20        | 31       |
| 13                    | Norveška    | Angleščina                | Wig Wam                           | In My Dreams        | 6         | 164      |
| 14                    | Romunija    | Angleščina                | Luminiţa Anghel & Sistem          | Let Me Try          | 1         | 235      |
| 15                    | Madžarska   | Madžarščina               | NOX                               | Forogj Világ        | 5         | 167      |
| 16                    | Finska      | Angleščina                | Geir Rönning                      | Why                 | 18        | 50       |
| 17                    | Makedonija  | Angleščina                | Martin Vučić                      | Make My Day         | 9         | 97       |
| 18                    | Andora      | Katalonščina              | Marian van de Wal                 | La Mirada Interior  | 23        | 27       |
| 19                    | Švica       | Angleščina                | Vanilla Ninja                     | Cool Vibes          | 8         | 114      |
| 20                    | Hrvaška     | Hrvaščina                 | Boris Novković feat. Lado Members | Vukovi Umiru Sami   | 4         | 169      |
| 21                    | Bolgarija   | Angleščina                | Kaffe                             | Lorraine            | 19        | 49       |
| 22                    | Irska       | Angleščina                | Donna and Joseph McCaul           | Love?               | 14        | 53       |
| 23                    | Slovenija   | Slovenščina               | Omar Naber                        | Stop                | 12        | 69       |
| 24                    | Danska      | Angleščina                | Jakob Sveistrup                   | Talking To You      | 3         | 185      |
| 25                    | Poljska     | Poljščina, ruščina        | Ivan & Delfin                     | Czarna Dziewczyna   | 11        | 81       |

## Točkovanje
EBU je uvedla najnižjo število telefonskih klicev, ki jih mora vsaka glasujoča država prejeti, da so telefonski glasovi veljavni. Če najnižja vrednost klicev ne bi bila dosežena, bi veljali glasovi žirije dotične države. V finalni prireditvi je zato glasove žirije podal le Monako, v polfinalnem izboru pa Andora, Monako in Albanija.

## Zemljevid
- Zeleno  = države udeleženke.
- Rumeno = države, ki so že nastopale, a leta 2005 niso.
- Rdeče  = države, ki so izpadle v polfinalu.